# Stickney (cràter)

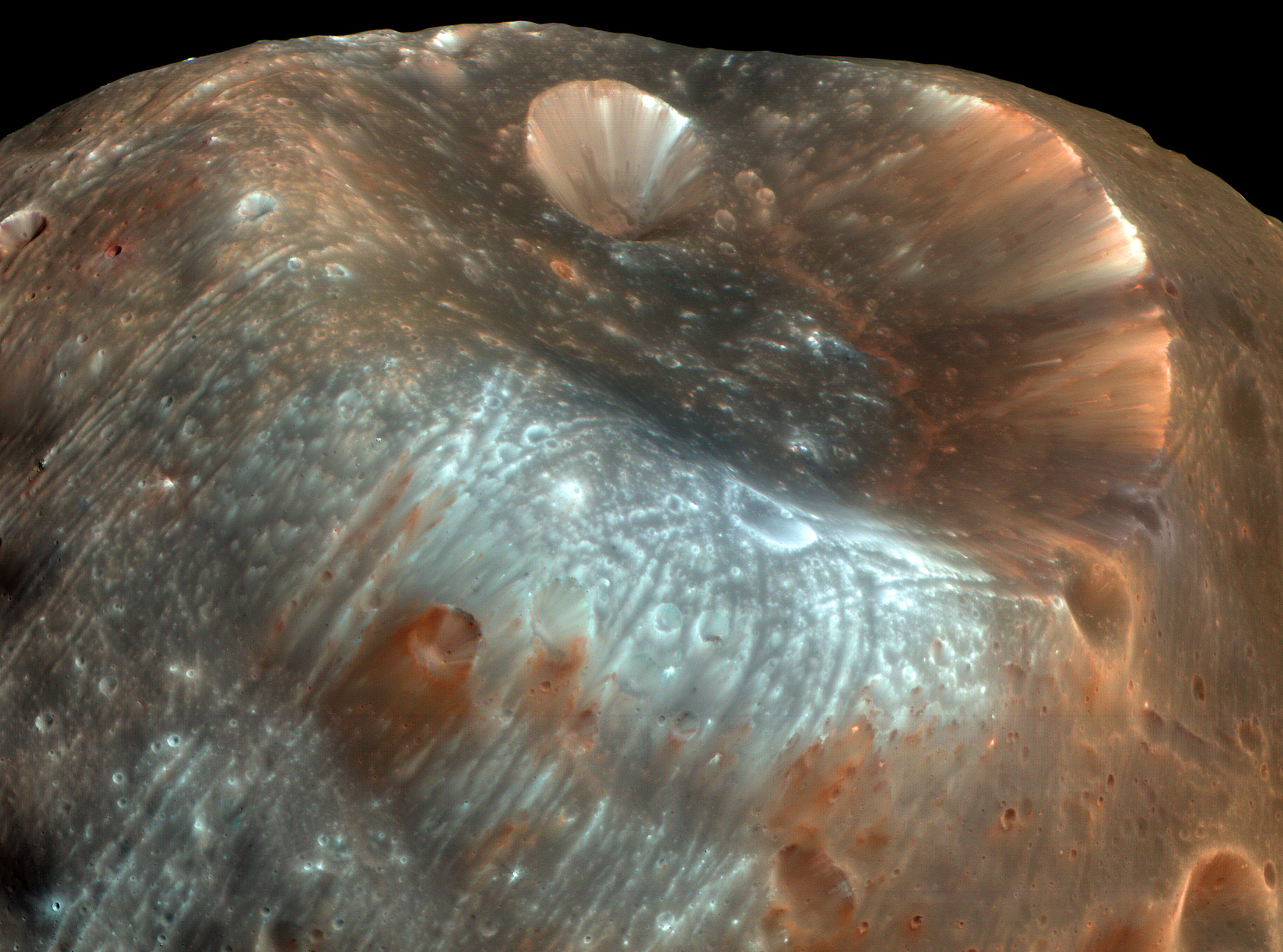
Stickney amb el cràter més petit Limtoc en el seu interior, fotografiat pel Mart Reconnaissance Orbitador el 23 de març de 2008.

Stickney és el cràter més gran de Fobos, un dels satèl·lits de Mart. Té uns 9 km (5.6 mi) de diàmetre, amb una alçada substancial en proporció a la superfície de la lluna.
El cràter du el nom de Angeline Stickney, sufragista, matemàtica i dona del descobridor de Fobos, Asaph Hall. L'any 1878, Hall va escriure que "hagués pogut abandonar la recerca [de satèl·lits de Mart] si no hagués estat per l'ànim que li va donar la [seva] dona." El cràter va ser batejat l'any 1973, basant-se en imatges del Mariner 9, pel comitè de la nomenclatura de la Unió Astronòmica Internacional presidida per Carl Sagan.
Stickney té un cràter més petit en el seu interior, d'uns 2 km (1.2 mi) de diàmetre, resultat d'un impacte posterior. L'any 2006, va ser batejat com Limtoc, el nom d'un personatge de Els viatges de Gulliver.
Solcs i catenes radien des de Stickney, fet que ha dut a teories sobre l'impacte que va formar Stickney i que gairebé va destruir el satèl·lit. No obstant això, hi ha evidències de la missió Mars Express que indiquen que no tenen a veure amb la formació de Stickney i que es van formar a partir de material expulsat d'impactes a Mart. Modelatge més recent dona suport a la tesi que els solcs són signes de la deformació causada per les forces de les marees. El cràter té una textura lineada detectable en les parets interiors, causada per esllavissades de materials que cauen a l'interior del cràter. Tanmateix, al novembre de 2018, els astrònoms van concloure que els abundants solcs de Fobos van ser causats per grans roques, expulsades a partir de l'impacte dels asteroides que van crear Stickney, que van rodolar per la superfície de la lluna.
És possible que Stickney sigui prou gran com perquè pugui ser vist a ull nu des de la superfície de Mart. Es troba al mig de la vora oest de la cara de Fobos que dona a Mart.